# Yves Lambelin
Yves Lambelin (né le 30 septembre 1942 à Casablanca et mort assassiné au printemps 2011) est un industriel ivoirien d'origine française, qui a dirigé pendant trente ans Sifca, premier groupe privé de Côte d’Ivoire avec 27 000 salariés, ayant participé dans les années 1980 et 1990 à l'expansion de la culture du café et du cacao en Côte d’Ivoire, devenue le premier exportateur mondial de cacao. Après les réformes de 1999, il a recyclé Sifca vers l'hévéa, le sucre et les oléagineux.

## Arrivée dans le groupe Sifca
Diplômé de l’École nationale supérieure des industries agricoles et alimentaires, Yves Lambelin commence sa carrière comme ingénieur en 1968 à l'APRIA puis, au service de la société Ufico, dans le groupe chocolatier Menier. En 1971, il intègre Creusot-Loire au poste de responsable du secteur agro-industrie et s'implique dans les organismes professionnels du secteur agro-alimentaire. 
En 1978, il rejoint le groupe Sifca, spécialisé dans les matières premières. Créé en 1964 par Pierre Billon, Sifca est alors le premier groupe privé Ivoirien. Il en deviendra ensuite le directeur général, succédant à Jean-Baptiste Fofana au sein d'une équipe dirigeante où les Ivoiriens deviennent peu à peu majoritaires.
Discret dans les médias en France, attaché à une certaine éthique des affaires, il réserve la plupart de ses interviews à la presse spécialisée ou ivoirienne.
Il se fera ensuite naturaliser Ivoirien sous la présidence de Félix Houphouët-Boigny.

## Succès dans le cacao
Sous la direction d'Yves Lambelin, Sifca devient dans les années 1990 le premier exportateur mondial de cacao, une culture en forte expansion, qui fait vivre 4 à 5 millions de personnes dans le pays selon les estimations.
Il développe aussi une activité de transformation du cacao, grâce à des usines en Côte d’Ivoire et en Europe, qui répondent partiellement au souhait du gouvernement ivoirien de transformer une part croissante de la matière première sur place. En 1996, il augmente la capacité de son usine d'Abidjan pour la porter de 21 500 tonnes à 86 000 tonnes de cacao. Puis il ouvre son capital, à hauteur de 30 %, au premier transformateur mondial de cacao, l’américain WR Grace Cocoa, racheté en 1997 pour 470 millions de dollars par Archer Daniels Midland.
Lors de la réforme de la filière cacao et café ordonnée en 1999 par la Banque mondiale, Yves Lambelin propose des aménagements mais accepte les nouvelles règles du jeu.
La concurrence sauvage menée par le négociant américain Cargill, poussé par le gouvernement ivoirien, affaiblit son chiffre d’affaires, qui est divisé par cinq en quelques années.

## Diversification
Après les réformes de 1999, Sifca quitte progressivement le secteur du café et surtout du cacao, dont il était l'un des principaux acteurs en Côte d'Ivoire, premier exportateur mondial, pour se recentrer sur les oléagineux, le caoutchouc naturel et le sucre de canne. Le pneumaticien français Michelin devient actionnaire de la société, trois ans plus tard en 2002. 
À l'été 2009, Yves Lambelin estimait que la production d'hévéa de la Côte d’Ivoire devrait rapidement passer de 200 000 à un million de tonnes. Son groupe a en particulier racheté des plantations en Côte d’Ivoire et au Liberia. Sifca est alors le premier groupe privé de Côte d’Ivoire, la première puissance économique d'Afrique de l'Ouest.
Dans huile de palme, Sifca est aussi devenu le premier producteur africain. Avec Nauvu, qui regroupe deux investisseurs singapouriens dans sa filiale Sania, il investit 15 milliards de francs CFA pour construire une nouvelle raffinerie à Abidjan, d’une capacité de 1 500 tonnes par jour. Destinée à la fabrication des produits finis, cette usine a ouvert ses portes en juin 2010. Pour réduire les coûts des intrants (engrais, pièces de rechange, produits phytosanitaires), Yves Lambelin a décidé de mutualiser les commandes de toutes les sociétés du groupe en créant un bureau des achats et de profiter des fournisseurs de ses partenaires.

## Succession
Le successeur désigné d'Yves Lambelin est depuis août 2010 Jean-Louis Billon, président de Sifca à 36 ans, et fils de Pierre Billon, un des actionnaires historiques du groupe Sifca.

## Enlèvement en avril 2011
Yves Lambelin fait partie des 4 personnes qui ont été enlevées le 4 avril 2011 dans l'hôtel Novotel situé sur les bords de la lagune d'Abidjan, lors des violents combats qui ont marqué les derniers jours de Laurent Gbagbo à la tête du pays. Parmi elles, son collaborateur malaisien Chelliah Pandian, directeur général de Sania, filiale de Sifca dans l'huile de palme, Stéphane Frantz di Rippel, le directeur du Novotel, et le Béninois Raoul Adéossi, assistant d’Yves Lambelin.
Il est retrouvé mort le 2 juin 2011 dans un port de Côte d'Ivoire avec Stéphane Frantz di Rippel.
Le 13 avril 2017, six individus dont le général Bruno Dogbo Blé sont condamnés par la Cour d'assises de Yopougon pour l'enlèvement et le meurtre de ces quatre personnes à des peines allant de 6 à 20 ans de prison.
En décembre 2010, son successeur Jean-Louis Billon, connu pour ses critiques récurrentes des dysfonctionnements de l’administration ivoirienne, s'était fait retirer son passeport ivoirien par la police du gouvernement de Laurent Gbagbo, qui l'avait accusé de prôner « l’incivisme fiscal » dans une interview à RFI, où Jean-Louis Billon s'était interrogé sur les inconvénients pour les entreprises de la situation tendue dans le pays.
Yves Lambelin avait dû alors remplacer à la tête de la société Jean-Louis Billon, jugé trop critique à l’égard de Laurent Gbagbo, Jean-Louis Billon étant contraint de se réfugier en France après les menaces du clan Gbagbo. À la fin des années 2000, Yves Lambelin avait été accusé, sans preuves, d'avoir été proche de certains dirigeants du mouvement rebelle d'Alassane Ouattara, devenu président de la Côte d'Ivoire au printemps 2011.